# بازی‌های ویدئویی در لهستان
لهستان بازار بزرگ بازی‌های ویدئویی و مرکز یکی از بزرگ‌ترین صنایع بازی‌های ویدیویی در جهان است. در سال ۲۰۲۲، لهستان چهارمین صادرکننده بزرگ بازی‌های ویدیویی در جهان شد و شرکت‌های بازی لهستانی بیش از ۱۲ میلیارد یورو ارزش داشتند. استودیوهای بازی سازی در این کشور حدود ۱۰۰۰۰ نفر را استخدام می‌کنند و سالانه تقریباً ۵۰۰ بازی جدید منتشر می‌کنند.
سی‌دی پراجکت، توسعه دهنده فرنچایز ویچر، از جمله ویچر ۳: وایلد هانت، یکی از پرفروش‌ترین بازی‌های ویدیویی تمام دوران، و همچنین سایبرپانک ۲۰۷۷، در لهستان است. بخش قابل توجهی از جمعیت این کشور بازی‌های ویدیویی انجام می‌دهند، و ورزش‌های الکترونیکی در لهستان در حال توسعه است. در سال ۲۰۱۹، با توجه به اهمیت روزافزون این صنعت در کشور، بورس ورشو (WSE) به عنوان بخشی از استراتژی بورس جهت جذب شرکت‌های فناوری، شاخصی به نام WIG Games Index را تعریف کرد. تا پایان سال ۲۰۲۰، تعداد شرکت‌های بازی فهرست‌شده در WSE به ۵۴ شرکت افزایش یافت که بیشترین تعداد در جهان است به طوری که از بورس توکیو، ژاپن، پیشی گرفت.

## بازار

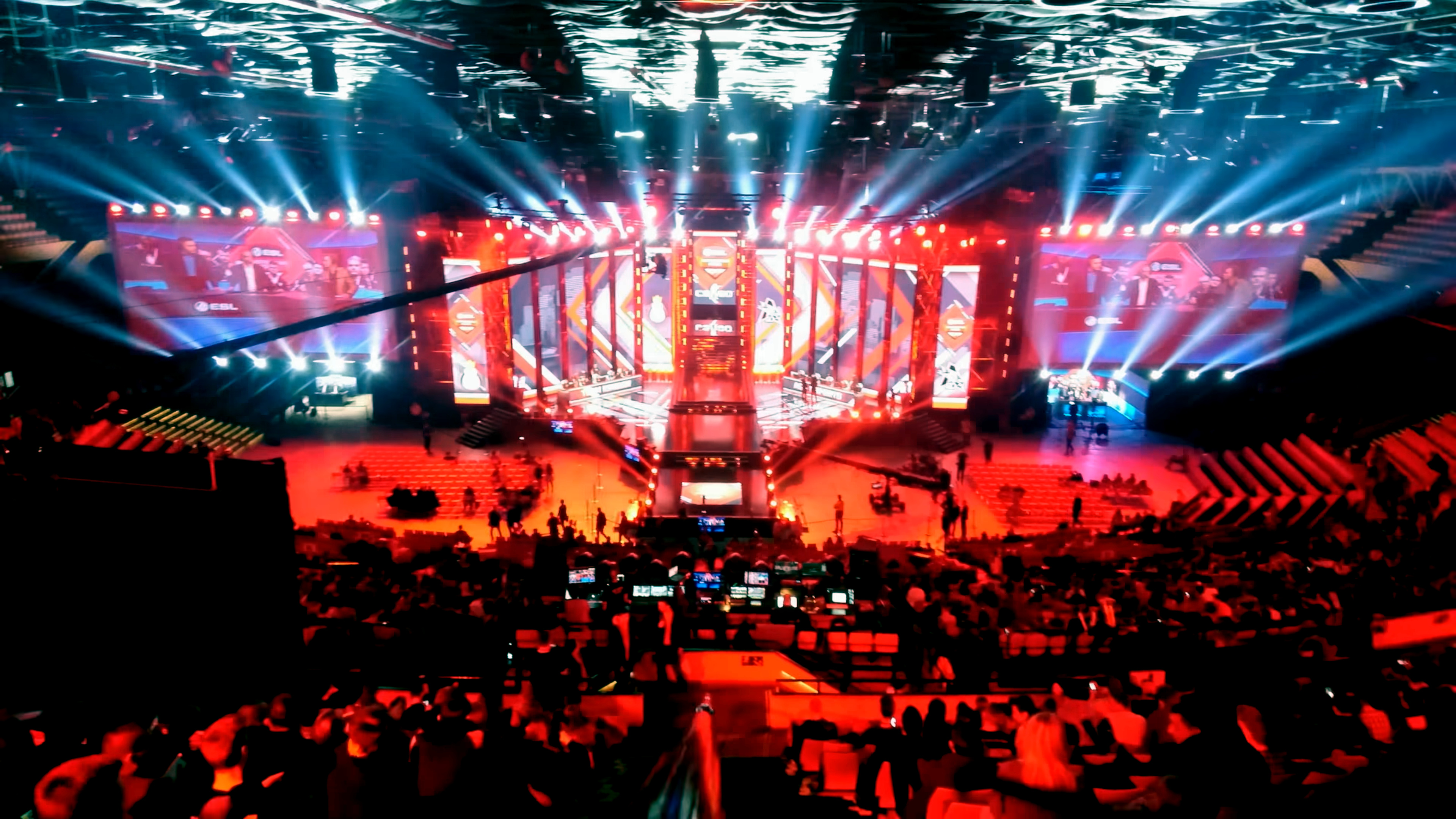
مراسم 2018 Intel Extreme Masters در کاتوویتسه

تا سال ۲۰۲۱، ۹۷ درصد از هزینه بازی‌های ویدیویی در لهستان صرف عناوین خارجی می‌شود.. ارزش بازار بازی‌های لهستانی در سال ۲۰۲۰ حدود ۹۲۴٫۲ میلیون دلار بود و بازار ورزش‌های الکترونیکی به ارزش ۱۱٫۵ میلیون دلار آمریکا می‌رسید. از بین بازی‌های بومی‌سازی‌شده در فروشگاه استیم، زبان لهستانی معمولاً بین نهمین یا دهمین زبان محبوب برای محلی‌سازی رتبه‌بندی می‌شود. ۲۰ میلیون بازیکن بازی ویدیویی در لهستان وجود دارد که بیش از ۸۰ درصد بزرگسال و حدود ۴۹ درصد زن هستند.
بازار بازی‌های ویدیویی لهستان برخاسته از تجارت بازی‌های ویدیویی غیرقانونی جهت راهی برای تجربه فرهنگ غربی زیر حکومت دیکتاتوری جمهوری خلق لهستان بود. لهستان میزبان مسابقات ورزش‌های الکترونیکی Intel Extreme Masters است که صدها میلیون بیننده را به خود جذب می‌کند. در میان شهروندان لهستانی علاقه‌مند به ورزش‌های الکترونیکی، فیفا، لیگ افسانه‌ها و کانتر استرایک محبوب‌ترین بازی‌های سال ۲۰۲۰ بودند.
تا سال ۲۰۲۱، ۹۶ درصد از درآمد صنعت بازی لهستان از صادرات بازی‌های ویدیویی به کشورهای خارجی تأمین می‌شود و صنعت بازی لهستان ۱۲۱۱۰ نفر را در ۴۷۰ شرکت بازی استخدام کرده‌است.. بزرگ‌ترین شرکت بازی ویدیویی در لهستان سی‌دی پراجکت است. سی‌دی پراجکت توسعه دهنده بازی‌های معروف نقش‌آفرینی اکشن مجموعه ویچر و سایبرپانک ۲۰۷۷ است. همچنین این شرکت پلتفرم توزیع بازی گاگ.کام را اداره می‌کند. در سال ۲۰۱۹، لهستان بزرگ‌ترین صادرکننده بازی‌های ویدیویی در اروپا و چهارمین کشور بزرگ در جهان بود که بیشتر به دلیل موفقیت مجموعه ویچر بود. دولت لهستان در صنعت بازی‌های ویدیویی این کشور سرمایه‌گذاری کرده و آن را وسیله ای برای رشد کشور می‌بیند.
۱۱ بیت استودیو توسعه دهنده عناوین این جنگ منه و فراست‌پانک است که در سال ۲۰۲۰ دولت لهستان این جنگ منه را در فهرست رسمی کتابخوانی مدارسقرار داد و این اولین بازی ویدیویی است که توسط یک دولت ملی در چنین فهرستی قرار می‌گیرد. صنعت بازی سازی لهستان به دلیل مشارکت و گسترش میراث فرهنگی لهستان مورد ستایش قرار گرفته‌است.

## بازی‌های ویدیویی معروف لهستانی
این فهرست از بازی‌های ویدیویی معروفی است که عمدتاً در لهستان ساخته شده‌اند و حداقل یک میلیون نسخه فروش داشته اندد.
| عنوان                    | تاریخ انتشار     | توسعه دهنده    | Ref    |
| ------------------------ | ---------------- | -------------- | ------ |
| سایبرپانک ۲۰۷۷           | دسامبر ۱۰, ۲۰۲۰  | سی‌دی پراجکت    | [ ۲۰ ] |
| جزیره مرده               | سپتامبر ۶, ۲۰۱۱  | تکلند          | [ ۲۱ ] |
| دایینگ لایت              | ژانویه ۲۷, ۲۰۱۵  | تکلند          | [ ۲۲ ] |
| دایینگ لایت ۲ انسان بمان | فوریه ۴، ۲۰۲۲    | تکلند          | [ ۲۲ ] |
| فراست‌پانک                | آوریل ۲۴, ۲۰۱۸   | ۱۱ بیت استودیو | [ ۲۳ ] |
| چرخ‌دنده‌های جنگ: داوری    | مارس ۱۹, ۲۰۱۳    | پیپل کن فلای   | [ ۲۴ ] |
| Green Hell               | سپتامبر ۵, ۲۰۱۹  | Creepy Jar     | [ ۲۵ ] |
| اوت‌رایدرز (بازی ویدئویی) | آوریل ۱, ۲۰۲۱    | پیپل کن فلای   | [ ۲۶ ] |
| Sniper Ghost Warrior 3   | آوریل ۲۵, ۲۰۱۷   | سی‌آی گیمز      | [ ۲۷ ] |
| سوپرهات                  | فوریه ۲۵, ۲۰۱۶   | SuperHot Team  | [ ۲۸ ] |
| سوپرهات وی آر            | دسامبر ۵, ۲۰۱۶   | SuperHot Team  | [ ۲۹ ] |
| ناپدید شدن ایتن کارتر    | سپتامبر ۲۶, ۲۰۱۴ | The Astronauts | [ ۳۰ ] |
| این جنگ منه              | نوامبر ۱۴, ۲۰۱۴  | ۱۱ بیت استودیو | [ ۱۹ ] |
| ویچر (بازی ویدئویی)      | اکتبر ۲۶, ۲۰۰۷   | سی‌دی پراجکت    | [ ۳۱ ] |
| ویچر ۲: قاتلین پادشاهان  | مه ۱۷, ۲۰۱۱      | سی‌دی پراجکت    | [ ۳۲ ] |
| ویچر ۳: وایلد هانت       | مه ۱۹, ۲۰۱۵      | سی‌دی پراجکت    | [ ۲۰ ] |

## زندگی‌نامه
- Rutkowski, Eryk; Marszałkowski, Jakub; Biedermann, Sławomir (2021). The Game Industry of Poland — Report 2021 (PDF) (Report). Polish Agency for Enterprise Development.